# Solfara Montegrande
L'antica solfara Montegrande, sita in provincia di Agrigento vicino al comune di Palma di Montechiaro, fu una miniera di zolfo la cui attività è nota sin dagli inizi del 1700, insieme a sole altre cinque solfare attive in tutta la Sicilia.
Di queste sei solfare non si hanno molte notizie, se non che vi lavoravano circa 100 operai in tutto; forse non tutte furono in attività contemporaneamente e la produzione annua complessiva stimata è stata non superiore a 500 tonnellate di zolfo.
Esisterebbero notizie storiche che parlano di un'attività estrattiva dello zolfo antecedente a queste solfare note, ma l'autore non ritiene possa parlarsi di un'attività estrattiva da miniera, quanto piuttosto asportazione di materiale solfifero presente in affioramenti superficiali presenti sul terreno agricolo. Di questa attività si hanno notizie a partire dal XII secolo.